# Reserve (boekhouden)
Een reserve is een gedeelte van het eigen vermogen van een onderneming – al dan niet met rechtspersoonlijkheid – (onder andere Besloten vennootschap met beperkte aansprakelijkheid (BV) en Naamloze vennootschap (NV), boven de nominale waarde van het gestort en opgevraagd kapitaal.

## Indeling algemeen
Er zijn open, stille en geheime reserves.
Open reserveDeze wordt duidelijk in de jaarrekening vermeld en ook de omvang is bekend.
Stille reserveDe aanwezigheid is bekend, maar de omvang blijkt niet uit de jaarrekening.
Geheime reserveHiervan is noch het bestaan noch de omvang in de jaarrekening te vinden.
De jaarrekening hoort een getrouw beeld te geven van de financiële situatie en stille en geheime reserves passen hier niet bij. 

## Indeling open reserves
We kennen vijf soorten reserve:
AgioreserveAgioreserve ontstaat wanneer aandelen boven de nominale waarde worden uitgegeven. De nominale waarde wordt geboekt als gestort of opgevraagd kapitaal. Wanneer de verkoopprijs hoger of lager is, ontstaat respectievelijk agio of disagio. Deze worden geboekt als reserve.
WinstreserveWanneer een bedrijf op een andere manier het eigen vermogen laat groeien dan door een aandelenemissie, wordt dit in eerste instantie geboekt als winstreserve. De AVA bepaalt vervolgens de bestemming van dit bedrag. Zo kan het onder meer verdeeld worden over dividend en een toevoeging aan de algemene reserve.
Algemene reserveOntstaat doordat de Algemene vergadering van aandeelhouders (AVA) besluit de winst of een deel daarvan toe te voegen aan deze reserve.
HerwaarderingsreserveHerwaarderingsreserves ontstaan wanneer de activa in waarde toenemen.
Statutaire reserveWe spreken van een statutaire reserve wanneer in de statuten van een onderneming wordt bepaald dat er een deel van de winst gereserveerd dient te worden.